# XXXXIX. Gebirgs-Korps (Wehrmacht)
Das XXXXIX. Gebirgs-Korps war ein Großverband der deutschen Wehrmacht, der während des Zweiten Weltkrieges in Frankreich (1940), am Balkan (1941) und den Rest des Krieges an der Ostfront eingesetzt wurde.

## Geschichte

### Aufstellung
Im Zuge des Westfeldzuges wurde am 20. Juni 1940 das Generalkommando des XXXXIX. Gebirgs-Korps aufgestellt. Noch vor der abschließenden Aufstellung wurde der Stab infolge des schnell erreichten Waffenstillstandes von Compiegne am 1. Juli wieder aufgelöst. Schließlich wurde das Generalkommando Ende Oktober 1940 im Raum Besançon aus Teilen des XVIII. Armeekorps nochmals gebildet. Die Quartiermeisterabteilung und Teile der Korpstruppen des XVIII. Armeekorps wurden zur Bildung verwendet und das Generalkommando am 25. Oktober 1940 dem ersten Kommandeur Generalleutnant Ludwig Kübler unterstellt.

### 1941
Während des Balkanfeldzuges war das Korps der 2. Armee unterstellt und Anfang April 1941 zwischen Völkermarkt und St. Paul aufmarschiert. Am 9. April gingen Teile des Korps über die Drau nach Jugoslawien vor, am 11. April drang die zugeteilte 1. Gebirgs-Division bis Zagreb vor und erreichte am 13. Karlovac und am 15. April Bihać.
Im Mai 1941 wurde das XXXXIX. Gebirgs-Korps für das Unternehmen Barbarossa der 17. Armee (General der Infanterie  Stülpnagel) in Galizien unterstellt. Der Stab bezog zunächst das Schloss des Grafen Potocki in Lancut, dort erhielt Generalleutnant Kübler die Anweisungen für den 22. Juni, den Tag des Angriffs auf die Sowjetunion. Unterstellt waren dem Generalkommando: 1. Gebirgs-Division, 68. und 257. Infanterie-Division, später auch die 4. Gebirgs-Division. Nach den Grenzkämpfen stieß Küblers Korps über Oleszyce auf Lemberg vor, das am 30. Juni eingenommen werden konnte. Am 4. Juli ging der Vormarsch weiter über Winniki nach Südwesten in Richtung auf Hussjatyn. Mitte Juli wurde die Stalin-Linie erreicht und dort am 15. Juli der Angriff angesetzt. Die 1. Gebirgs-Division konnte am 18. Juli Winniza erreichen. Über Brazlaw und Gaissin ging der Vormarsch weiter nach Ternowka, das am 27. Juli erreicht wurde. Anfang August näherte sich die Division dem Raum Uman. Am 2. August griff eine Vorausabteilung in die Kesselschlacht bei Uman ein und stellte am Sinjucha, südlich von Ternowka, den Anschluss an das XXXXVIII. Panzerkorps her. In der folgenden Kämpfen bei Podwysskoje wurden 22.000 Gefangene eingebracht. Nach Gefechten bei Wolodymyriwka erreichte das Korps den Dnjepr. Das Korps wechselte dabei in den Befehlsbereich der 11. Armee (General der Infanterie  von Manstein), am 8. September wurde der Dnjepr überschritten. In der Schlacht am Asowschen Meer (4. bis 10. Oktober) wurden die sowjetische 9. und 18. Armee zerschlagen.
Am 21. Oktober wurde zusammen mit dem italienischen CSIR das Industriezentrum Stalino im Donezbecken besetzt. In ständiger Fühlung mit der der 1. Panzerarmee rückte das Korps Ende Oktober 1941 über Stepanowka, Amwrossijewka und Dmitrijewka an den Mius vor. In verlustreichen Kämpfen im Mius-Abschnitt konnte Dmitrijewka erobert und am 2. November ein Brückenkopf auf der anderen Flussseite gebildet werden. Am 3. November musste man am Mius zum Stellungskrieg übergehen. Neben der 1. und 4. Gebirgs-Division waren dem Kommando in dieser Zeit auch die 198. Infanterie-Division und die italienische 3. Division „Celere“ zugeteilt.

### 1942
Am 3. Januar 1942 übernahm General Rudolf Konrad die Führung des an der nördlichen Mius-Front stehenden XXXXIX. Gebirgs-Korps. Am 17. Mai 1942 begann die Wiederaufnahme der deutschen Angriffsoperationen an der südlichen Ostfront. Ende Juni 1942 wurde Woroschilowgrad von der nördlicher angesetzten 1. Panzerarmee erreicht, der Donez bei Kamensk überschritten. Ende Juli stand das Gebirgs-Korps im Rahmen der Armeegruppe Ruoff nach dem Start des Unternehmens Braunschweig zusammen mit dem LVI. Panzer- und V. Armeekorps im Angriff auf Rostow am Don. Nach dem Einbruch in den Kaukasus konnte am 11. August die Brücke von Tscherkessk unzerstört erobert werden, womit der Übergang über den Kuban gesichert war. In der Zeit vom 12. bis zum 21. August 1942 nahmen die Gebirgsjäger die Hochpässe des Kaukasus zwischen dem Elbrus, Maruch, Bgala und Adsapsch-Pass in Besitz. Ein Angriff auf Tuapse scheiterte jedoch an mangelnden Kräften. Am 21. August 1942 erreichte ein Hochgebirgszug aus Soldaten der 1. und 4. Gebirgs-Division den Gipfel des Elbrus. Mitte September 1942 wurde Truppenteile über Maikop in den Pontischen Kaukasus verlegt und versuchten vergeblich zur Schwarzmeerküste durchzubrechen. Anfang Januar 1943 setzte sich das Korps vom Kaukasus in den Kuban-Brückenkopf ab. Über die Kampfhandlungen am linken Flügel im Teberdatal verschaffte sich Ernst Jünger ein Bild und berichtet darüber und über den plötzlichen Befehl zum Rückzug am 4. Januar 1943 in seinen Kaukasischen Aufzeichnungen.

### 1943/44
Bis Februar 1943 wurde das Korps im Kampf mit den Armeen der Nordkaukasischen Front am nördlichen Kubanufer über Krasnodar auf die Halbinsel Taman zurückgedrängt. Zwischen dem LII. und XXXXIV. Armeekorps (Gruppe Angelis) im Raum Ustj-Labinskaja am Kuban eingesetzt, waren dem Korps nach der Abgabe der 1. Gebirgs-Division, noch die 46. Infanterie- und die 4. Gebirgs-Division unterstellt. Im März waren dem Generalkommando im nördlichen Sektor des Kuban-Brückenkopfes neben der 97. Jäger-Division, die 79. und 125. Infanterie-Division zugewiesen worden. Nach dem Abzug des Generalkommando LII. A.K. übernahm die Gruppe Konrad die Führung derer Divisionen 50. und 370. I.D. im Raum Temrjuk. Mit der Räumung des Kuban-Brückenkopfes (September/Oktober 1943) erfolgte der Rückzug über die Halbinsel Kertsch auf die Krim. Nach dem Übersetzen ließ General Konrad sofort den Ausbau der zerstörten Befestigungen von Sewastopol beginnen und bereitete drei Auffangstellungen zwischen dem Siwash-Abschnitt und der Hafenfestung vor. Ende Oktober 1943 gelang es dem Korps noch rechtzeitig vor dem Erscheinen der sowjetischen Kräfte die Landenge von Perekop zu schließen und einen ersten feindlichen Panzerdurchbruch abzufangen. Nach den Rückzugskämpfen der 17. Armee auf Sewastopol wurden die Truppen des Korps im April 1944 bei den Kämpfen um die Festung größtenteils zerschlagen.

### 1945
Nach der Neuformierung des Generalkommandos wurde dieses im Mai 1944 der Heeresgruppe Südukraine als Reserve zur Verfügung gestellt. Ab Mitte September stützte das Generalkommando mit der 100. und 101. Jäger-Division im Bereich der ungarischen 1. Armee (General Miklós, später General Laszlo) die Abwehrkämpfe in den Karpaten. Ab Oktober 1944 bis zum Kriegsende im Mai 1945 war das Korps unter General Le Suire in den Beskiden und in Mähren der 1. Panzerarmee (General Nehring) unterstellt. Die Rückzugskämpfe durch die Hohe Tatra nach Oberschlesien vereinigte noch einmal die 3. und 4. Gebirgs-Division im Raum Schwarzwasser und Troppau im engen Zusammenwirken mit dem nördlicher verteidigenden LIX. Armee-Korps. Im Februar 1945 waren dem südlicher im Javornik-Gebirge bis zum nördlichen Waag-Abschnitt kämpfenden Korps neben der 320. und 544. Grenadier-Division, auch die ungarische 16. Division unterstellt. Im Mai 1945 fielen die während der Prager Operation im Raum Olmütz von Truppen der 4. Ukrainischen Front überrannten und abgedrängten Truppen im Kessel östlich von Prag im Raum Deutsch Brod in sowjetische Gefangenschaft.

## Führung
Kommandierende Generale
- General der Gebirgstruppe Ludwig Kübler 25. Oktober 1940 bis 19. Dezember 1941
- General der Gebirgstruppe Rudolf Konrad 19. Dezember 1941 bis 26. Juli 1943
- General der Infanterie Helge Auleb 26. Juli bis 15. August 1943
- General der Gebirgstruppe Rudolf Konrad 15. August 1943 bis 15. Februar 1944
- General der Infanterie Friedrich Köchling 15. Februar bis 15. März 1944
- General der Gebirgstruppe Rudolf Konrad 15. März bis 10. Mai 1944
- General der Artillerie Walter Hartmann 10. Mai bis 26. Juli 1944
- General der Infanterie Franz Beyer 26. Juli bis 4. August 1944
- General der Artillerie Walter Hartmann 4./5. August 1944
- General der Gebirgstruppe Karl von Le Suire 5. August 1944 bis 8. Mai 1945

Chefs des Generalstabes
- Oberst Ferdinand Jodl 25. Oktober 1940 bis 6. Januar 1942
- Generalmajor Josef Kübler 6. Januar 1942 bis 19. Januar 1943
- Oberst Wolf-Dietrich von Xylander 19. Januar bis 1. Juni 1943
- Oberst Ernst Michael 1. Juni bis 5. August 1943
- Oberst Wilhelm Haidlen 5. August 1943 bis 30. Mai 1944
- Oberst Kurt von Einem 30. Mai bis 5. August 1944
- Oberst Wilhelm Haidlen 5. August 1944 bis 1. Februar 1945
- Oberstleutnant Ludwig von Eimannsberger 1. Februar bis 5. April 1945
- Oberstleutnant Werner Vogl 5. April bis Mai 1945